# Headed for a Heartbreak
Headed for a Heartbreak es un sencillo de la banda de metal progresivo y  glam metal,Winger, de su álbum debut homónimo  Winger . Lanzada en marzo de 1989, la canción alcanzó el puesto #19 en los Estados Unidos Hot 100 y el #8 en la lista estadounidense Mainstream Rock. El lado B del sencillo fue "State of Emergency".
El video musical de "Headed for a Heartbreak" fue dirigido por Mark Rezyka y editado por Wayne Isham.

## Video musical
El video musical de la canción fue dirigido por Wayne Isham, y Beau Hill,trata como varias de las baladas de rock de los ochenta,de temas relacionados con el amor y desamor,la balada fue escrita por Kip Winger y trata sobre su relación con su exnovia, Dayanne O,Riley.El Video fue grabado en 1988 en New York en el estudio de grabación de la banda,ahí también muestran secuencias de una chica buscando una vida con alguien,mientras modela en el video, si bien el video no fue tan exitoso como el de sus canciones anteriores,tuvo buena recepción, y alcanzó el puesto #19 en los Estados Unidos Hot 100.